# Hong Jin-ho
Hong „YellOw“ Jin-ho (* 31. Oktober 1982 in Daejeon) ist ein ehemaliger südkoreanischer professioneller Computerspieler. Insbesondere seit 2019 tritt er auch als Pokerspieler in Erscheinung und gewann 2022 ein Bracelet bei der World Series of Poker.

## Starcraft

### Werdegang
Hong wurde durch seine Erfolge im Spiel StarCraft: Brood War bekannt, im welchen er die Rasse der Zerg spielte. Er spielte unter dem Nickname „YellOw“. Den Großteil seiner Karriere spielte er für das Werksteam des koreanischen Telekommunikationsanbieters Korea Telecom, den KTF MagicNs (später umbenannt in KT Rolster). 
In der OnGameNet Starleague erreichte er 2001 den zweiten Platz auf der Coca-Cola OSL. Im Jahr 2002 wurde er  Zweiter auf den World Cyber Games. Das erfolgreichste Jahr als E-Sportler folgte 2005. Er gewann auf der BlizzCon und in der Snickers All-Star-League. Beim letztgenannten Turnier gewann Hong 22 Millionen südkoreanische Won. Im April 2005 hatte Hong etwa 200.000 Fans.
Von 2008 bis 2010 absolvierte er den in Südkorea obligatorischen Militärdienst bei der südkoreanischen Luftwaffe und war dort Mitglied im Team Air Force ACE. 
2011 beendete er seine aktive Karriere als StarCraft-Spieler. Seither trat er regelmäßig in verschiedensten südkoreanischen Unterhaltungssendungen im Fernsehen auf.

### Erfolge (Auswahl)
| Jahr | Platz | Turnier                                           | Preisgeld    |
| ---- | ----- | ------------------------------------------------- | ------------ |
| 2001 | 2.    | Coca-Cola OSL                                     | unbekannt    |
| 2002 | 2.    | World Cyber Games 2002                            | 00.010.000 $ |
| 2002 | 3.    | SKY2002 OSL                                       | unbekannt    |
| 2003 | 2.    | Olympus OSL                                       | 10.000.000 ₩ |
| 2003 | 1.    | GhemTV Starleague Season 4                        | 04.000.000 ₩ |
| 2004 | 2.    | 1st KT KTF Premier League (MBCGame)               | 07.400.000 ₩ |
| 2005 | 2.    | 2nd KT KTF Premier League (MBCGame)               | 06.400.000 ₩ |
| 2005 | 1.    | Snickers All-Star League 2005                     | 22.000.000 ₩ |
| 2005 | 1.    | BlizzCon 2005                                     | 00.010.000 $ |
| 2006 | 2.    | Blizzard Worldwide Invitational                   | 00.005.000 $ |
| 2006 | 3.    | ShinHan2006 Season 1 OSL                          | 08.000.000 ₩ |
| 2006 | 3.    | Lenovo International Electronic Sports Tournament | 00.003.750 $ |
| 2009 | 3.    | WEG: e-Stars 2009 StarCraft Heritage League       | 03.500.000 ₩ |

## Poker
Hong erzielte seine erste Geldplatzierung bei einem Pokerturnier Ende September 2015 in Manila. Regelmäßige Turnierpreisgelder gewinnt der Südkoreaner seit 2019. In jenem Jahr gewann er bei der Asian Poker Tour in Manila, der J88Poker Tour in Shanghai sowie der Asian Poker Tour in Taipeh seine ersten Turniere und sicherte sich insgesamt Preisgelder von umgerechnet knapp 300.000 US-Dollar. Bei der ab Juli 2020 auf dem Onlinepokerraum GGPoker ausgespielten World Series of Poker Online erzielte Hong unter seinem Nickname JinHo YellOw elf Geldplatzierungen, 2021 kam er bei der Turnierserie zehnmal auf die bezahlten Plätze. Anfang Oktober 2021 war der Südkoreaner auch erstmals bei der Hauptturnierserie der World Series of Poker (WSOP) im Rio All-Suite Hotel and Casino am Las Vegas Strip erfolgreich und kam bei vier Events der Variante No Limit Hold’em in die Geldränge. Ende Juni 2022 entschied er das Main Event des Wynn Summer Classic im Wynn Las Vegas für sich und erhielt den Hauptpreis von knapp 700.000 US-Dollar. Rund zwei Wochen später gewann Hong das Poker Hall of Fame Bounty der erstmals im Bally’s Las Vegas und Paris Las Vegas ausgespielten WSOP 2022 und sicherte sich ein Bracelet sowie eine Siegprämie von über 275.000 US-Dollar.
Insgesamt hat sich Hong mit Poker bei Live-Turnieren mehr als 2 Millionen US-Dollar erspielt und ist damit nach Sean Yu und Sung Joo Hyun der dritterfolgreichste südkoreanische Pokerspieler.

## Auftritte im Fernsehen (Auswahl)
- 2014: Kim Jiyeon's Sweet 19
- 2014: Need More Romance
- 2014: Crime Scene
- 2015: SNL Korea
- 2015: Crime Scene 2
- 2015: 5 Days of Summer